# Жак (наслідний принц Монако)
Жак (фр. Jacques), повне ім'я — Жак Оноре Реньє Грімальді (фр. Jacques Honoré Rainier Grimaldi) — наслідний принц Монако. Народився 10 грудня 2014 разом зі своєю сестрою Габріелою Терезою Марією в Монако, у князя Альбера II і княгині Шарлен. Народився в Монако, в лікарні «Принцеса Грейс». Пологи пройшли шляхом кесаревого розтину. Є першим у черзі на трон Монако.

## Святкування
Князівський палац Монако випустив заяву з описом як відзначатиметься народження цих дітей. Сорок два гарматних постріла (двадцять один для кожної дитини) були зроблені з Форту Антуан та церковні дзвони дзвонили по п'ятнадцять хвилин, а потім на човні грали в роги. Цей день був оголошений святковим днем в Монако.
Жак молодше своєї сестри Габріели на дві хвилини. Вони мають по батьку старшу зведену сестру Жасмін Грейс Грімальді, і старшого зведеного брата Еріка Олександра Стефана Коста від Тамари Ротоло та Ніколь Кост.

## Титул та величання
До Жака слід звертатися «Його Світлість наслідний принц Монако, Маркіз Бо».
Він успадкував титул маркіз де Бо від свого батька.

## Герб
Червоні ромби на білому тлі. Девіз роду Грімальді: «Deo Juvante» (лат. З Божою поміччю).